# Бостан (Хузестан)
Боста́н (перс. بستان‎) — небольшой город на юго-западе Ирана, в остане Хузестан, на правом берегу реки Керхе. Входит в состав шахрестана Дешт-э-Азадеган. Значимый региональный растениеводческий и скотоводческий центр.
На 2006 год население составляло 7 314 человек.
Альтернативные названия: Басатин (Basatin), Бустан (Bustan), Бостен.

## География
Город находится на западе Хузестана, в северо-западной части Хузестанской равнины, на высоте 4 метров над уровнем моря.
Бостан расположен на расстоянии приблизительно 75 километров к северо-западу от Ахваза, административного центра остана и на расстоянии 530 километров к юго-западу от Тегерана, столицы страны.